# Craig Dowsett
Pas d'image ? Cliquez ici

a Compétitions nationales et continentales officielles uniquement.

b Matchs officiels uniquement.
Dernière mise à jour le 11/04/2021.
Craig Dowsett, né le 1er mai 1991, est un joueur anglo-belge de rugby à XV qui évolue au poste d'ailier. 

## Biographie
Craig Dowsett est le fils de Stuart Dowsett, expatrié britannique en Belgique, qui a longuement présidé le club des Brussels Barbarians. C'est donc logiquement au sein du club présidé par son père que Craig fait ses armes, et intègre la sélection belge des moins de 18 ans en 2008, avant de disputer le championnat d'Europe 2009. 
A 18 ans, il quitte la Belgique pour rejoindre l'Angleterre. Il joue avec les Rugby Lions, avant d'intégrer l'équipe de Université de Loughborough où il fait ses études. Après ses années universitaires, il signe un contrat professionnel avec les Rotherham Titans en RFU Championship. Disposant de peu de temps de jeu (seulement 6 rencontres disputées), il décide de se concentrer sur sa carrière en dehors du rugby. Il se déplace à Londres, et intègre une équipe comptable, avant de se spécialiser en tant que conseiller financier.
En club, il rejoint ainsi sur Londres les Old Elthamians (en) en National League 2 South (en), la 4e division anglaise. Il inscrit pas moins de 17 essais pendant sa saison, ce qui lui permet de rejoindre un club plus huppé, le Old Albanian RFC (en) en National League 1. En 2017, il devient international belge. Il s'impose rapidement comme un joueur important de la sélection belge, et est ensuite appelé pour chaque campagne européenne.
En 2018, il quitte le Old Albanian RFC pour rejoindre le Blackheath RC, club de haut de tableau en National League 1. Ses prestations en club sont telles qu'il est élu par les supporters dans l'équipe de la décennie du club.

## Statistiques

### En sélection
| Année | Compétition | Matchs | Points | Essais | Transf. | Drops | Pénal. |
| ----- | ----------- | ------ | ------ | ------ | ------- | ----- | ------ |
| 2017  | REC         | 3      | -      | -      | -       | -     | -      |
| 2017  | Test        | 2      | 10     | 2      | -       | -     | -      |
| 2018  | REC         | 3      | -      | -      | -       | -     | -      |
| 2019  | REC         | 3      | -      | -      | -       | -     | -      |
| 2020  | REC         | 3      | -      | -      | -       | -     | -      |
| Total | Total       | 13     | 10     | 2      | -       | -     | -      |

| Essai | Adversaire | Lieu                    | Compétition | Date             | Résultat | Score |
| ----- | ---------- | ----------------------- | ----------- | ---------------- | -------- | ----- |
| 2     | Brésil     | Petit Heysel, Bruxelles | Test match  | 18 novembre 2017 | Défaite  | 19-23 |